# Zytglogge Berno
Zytglogge Berno – szwajcarski klub szachowy z Berna, dwukrotny zwycięzca Nationalligi A.

## Historia
Klub powstał w 1970 roku w wyniku rozłamu w SK Bern. Trener sekcji juniorskich, Hans Klee, opuścił wówczas SK Bern i założył klub szachowy Zytglogge. Klub wypromował silnych juniorów, a w 1979 roku po raz pierwszy wygrał Nationalligę A. W 1980 roku zespół wystąpił w Pucharze Europy, przegrywając w pierwszej rundzie 4,5:7,5 z Tel-Aviv University. W 1983 roku klub po raz drugi wygrał ligę krajową. Po śmierci Hansa Klee, w 1989 (lub 1990) roku postanowiono o połączeniu Zytglogge z SK Bern, a jedną z głównych przyczyn było powstanie w 1988 roku klubu Schwarz-Weiss Berno. Początkowo zespół występował jako Bern/Zytglogge, a w 1998 roku zmienił nazwę na SK Bern.